# Сидоренко Станіслав Анатолійович
Станісла́в Анато́лійович Сидоре́нко (27 серпня 1981 — 18 грудня 2017) — солдат Збройних сил України, учасник російсько-української війни.

## Життєпис
Народився 1981 року в місті Кривий Ріг (Дніпропетровська область). 1998 року закінчив криворізьку школу № 5, у 2001 році — Криворізький економічний університет. Працював менеджером у компанії з продажу будматеріалів; останнім часом мешкав в Одесі.
У жовтні 2014 року добровольцем пішов на фронт, боєць-розвідник, солдатом 2-го батальйону спецпризначення «Донбас» 18-го окремого полку оперативного призначення НГУ; псевдо «Унтер».
У січні 2015-го брав участь у боях за Дебальцеве, згодом обороняв Широкине. У квітні 2015 року зазнав чотирьох осколкових поранень в спину під Широкиним, після місячного лікування у госпіталі повернувся до лав батальйону. Вдруге був поранений у червні 2015 року, перебуваючи на снайперській позиції — ворожий снайпер вистежив його і поцілив у каску, яка лежала на плечі; куля ввійшла в плече, а не в голову. Після двотижневого лікування повернувся до підрозділу. Невдовзі батальйон «Донбас» замінили на передовій морські піхотинці, добровольців перевели у «другу лінію»; тому в 2016 році він подумував про демобілізацію. Однак після двомісячного перепочинку знову повернувся у зону бойових дій.
Трагічно загинув 18 грудня 2017 року.
Без Станіслава лишились батьки.
Похований в Одесі.

## Нагороди та вшанування
- указом Президента України № 103/2016 від 21 березня 2016 року «за особисту мужність і високий професіоналізм, виявлені у захисті державного суверенітету та територіальної цілісності України, вірність військовій присязі» — нагороджений медаллю «Захиснику Вітчизни»[1]